# Вільям Бічі
Сер Генрі Вільям Бічі (англ. Henry William Beechey, 12 грудня 1753, Берфорд (графство Оксфорд) — 28 грудень 1839, Лондон) — британський художник-портретист. Член Королівської академії мистецтв.

## Біографія
Батьки Вільяма Бічі померли, коли він був ще зовсім молодий, тому він, його брати й сестри були виховані в сім'ї дядька. З раннього віку виявляв інтерес до малювання, і в 1772 році був прийнятий у Королівську академічну школу живопису.
З самого початку своєї кар'єри Вільям Бічі спеціалізувався на створенні невеликих портретів. Між 1782 і 1787 роками жив в Норвічі, де написав чотири портрети громадян, які прикрасили St. Andrew's Hall міста.
У 1793 році був призначений придворним живописцем королеви Шарлотти, дружини короля Великої Британії Георга III (1738—1820) і бабусі королеви Вікторії.
Вільям Бічі написав портрет королеви Шарлотти в повний зріст, був підвищений до лорда і офіційно визнаний першим художником Англії.
Кращим його твором вважається портрет короля Георга III верхи на коні, під час огляду П'ятого й Десятого драгунських полків.
Був двічі одружений. Батько 21 дитини. Серед його дітей:
- Генрі Вільям Бічі (1789—1862), британський єгиптолог, художник.
- Фредерік Вільям Бічі (1796—1856), британський мандрівник, полярний дослідник.
- Георг Дункан Бічі (1798—1852), британський художник.
- Річард Бріджес Бічі (1808—1895), британський адмірал і художник.